# John Koza
John Koza er en amerikansk computerspecialist og rådgivende professor ved Stanford University i Californien, USA.
Han er mest kendt for sit pioner-arbejde med brug af genetisk programmering for optimering af komplekse problemer og udvikling af computer-programmer for løsning af samme.
Koza har en Ph.D. i datalogi fra University of Michigan. Hans afhandling havde titlen On Inducing a Non-Trivial, Parsimonious Grammar for a Given Sample of Sentences.
Han opfandt skrabeloddet (scratch-off lottery ticket) i 1974, et lotteri hvor man kan se om der er gevinst med det samme.

## Ekstern henvisning
- Kozas hjemmeside

1. ↑  Navnet er anført på svensk og stammer fra Wikidata hvor navnet endnu ikke findes på dansk.